# Joanne O'Riordan
Joanne O'Riordan (Millstreet, Cork, Irlanda, 24 de abril de 1996) es una de las pocas personas vivas nacidas con el síndrome de tetraamelia. O'Riordan ha conseguido verse con el Taoiseach Enda Kenny, dirigirse a las Naciones Unidas y debatir sobre tecnología con el Instituto de Massachusetts de Tecnología (MIT) y Apple. Ha sido Persona del Mes en Cork y Joven del Año en los People of the Year Awards.

## Ascenso a la fama
Después de desarrollar "una extraña obsesión" con el dirigente de Fine Gael, Enda Kenny, O'Riordan se salto una clase de preparación para los exámenes de secundaria para conocer al futuro Taoiseach, que estaba haciendo campaña en Millstreet con motivo de las elecciones de 2011. En su reunión, que fue filmada por la televisión, Kenny juraba que no iba a reducir los fondos para las personas con discapacidad si ganaba. Tras ser elegido, recortó en los fondos para personas con discapacidad y esto hizo que O'Riordan escribiese una carta pública al respecto. Su confrontación pública con Enda Kenny sobre sus recortes a las personas con discapacidad la catapultó a la fama; el gobierno más tarde cambió de opinión. Al recordar estos eventos, O'Riordan dijo sobre Kenny, "pensé que sería sincero. Parecía alguien que no me iba a mentir"
A esto le siguió una invitación para aparecer en The Late Late Show, el chat show más longevo de la televisión, lo que dio aún más visibilidad. Tras su segunda aparición en el programa en junio de 2012, The Irish Time describió a O'Riordan como "una de las invitadas que más ha impresionado a los espectadores en los últimos años".
En abril de 2012, O'Riordan habló en las Organización de las Naciones Unidas en Nueva York, donde dio un discurso sobre el uso de la tecnología y desafió a los presentes a construir un robot que ella pudiese utilizar. El público respondió con una contundente ovación.
Su hermano Stephen hizo una película sobre su vida titulada No Limbs No Limits.

## Premios y honores
O'Riordan ha recibido un premio a la Persona del Mes en Cork, habiendo sido nominada por el diputado del Parlamento Europeo Brian Crowley. En septiembre de 2012, fue nombrada Joven del Año en los People of the Year Awards de Irlanda, en un sistema irlandés de menciones honoríficas, que ha sido televisado cada año durante muchas décadas.
En 2014, fue nombrada una de Los Diez Jóvenes Sobresalientes del Mundo de la JCI.
O'Riordan tuvo el honor de ser la persona más joven en ser Gran Mariscal en el desfile del Festival de San Patricio de Dublín en 2016.